# Mehovci
Mehovci (cyr. Меховци) – wieś w Bośni i Hercegowinie, w Republice Serbskiej, w gminie Čelinac. W 2013 roku liczyła 7 mieszkańców.